# Arroyo Antoñico
El arroyo Antoñico es un afluente del río Paraná, que pasa por los aledaños de la ciudad de Paraná (Argentina). Su curso se extiende en sentido sudeste-noroeste, luego se tuerce bruscamente hacia el norte, hasta desembocar en el río Paraná.

## Toponimia
Su nombre proviene de don Antonio Rodríguez, que tenía una fábrica de ladrillos en las costas del curso. Primitivamente se le conocía como arroyo “de Lanches”, posiblemente por el marino Luis Lanches, que sirviendo a Corrientes como corsario, bloqueó más de una vez a Paraná y a Santa Fe en el año 1815. El Antoñico fue llamado también “del Salto” –principalmente por los viajeros científicos del siglo XIX- debido a una caída que presenta…".